# Campionati europei di ginnastica artistica femminile 2014
I XXX Campionati europei di ginnastica artistica femminile sono stati la 30ª edizione dei Campionati europei di ginnastica artistica, riservata alla categoria femminile.
Si sono svolti alla Arena Armeec a Sofia (Bulgaria) dal 12 al 18 maggio 2014.

## Programma
| Giorno    | Ora (UTC+3)   | Evento                                                |
| --------- | ------------- | ----------------------------------------------------- |
| 14 maggio | 10:00 – 19:30 | Qualificazioni juniores (concorso a squadre juniores) |
| 15 maggio | 10:00 – 19:30 | Qualificazioni senior                                 |
| 16 maggio | 15:00 – 17:00 | Concorso individuale junior                           |
| 17 maggio | 15:00 – 16:40 | Concorso a squadre senior                             |
| 18 maggio | 9:30 – 11:50  | Finali ad attrezzo juniores                           |
| 18 maggio | 14:00 – 16:20 | Finali ad attrezzo senior                             |

## Qualificazioni preliminari
Sono a disposizione per le qualificazioni un totale di 155 posti per le ginnaste della categoria seniores e 148 per le juniores; in totale sono 37 le nazioni partecipanti.
| Posti per nazione | Nazione |
| ----------------- | --- |
| 5 ginnaste        | Austria, Belgio, Bielorussia, Bulgaria, Croazia, Danimarca, Finlandia, Francia, Gran Bretagna, Germania, Grecia, Irlanda, Islanda, Italia, Lettonia, Paesi Bassi, Norvegia, Polonia, Rep. Ceca, Romania, Russia, Spagna, Svezia, Svizzera, Ucraina, Ungheria |
| 4 ginnaste        | Azerbaigian |
| 3 ginnaste        | Israele, Slovenia |
| 2 ginnaste        | Cipro, Georgia, Lituania, Lussemburgo, Portogallo, Serbia, Turchia |
| 1 ginnasta        | Slovacchia |

### Ginnaste qualificate
Lista delle ginnaste qualificate per nazione
| Nazione       | Ginnasta                      | Data di nascita |
| ------------- | ----------------------------- | --------------- |
| Austria       | Katharina Fa                  | 7/5/1994        |
| Austria       | Hanna Grosch                  | 25/12/1991      |
| Austria       | Elisa Hammerle                | 1/12/1995       |
| Austria       | Olivia Jochum                 | 1/12/1997       |
| Austria       | Jasmin Mader                  | 16/12/1992      |
| Azerbaigian   | Julija In'šina                | 15/4/1995       |
| Azerbaigian   | Marina Nekrasova              | 19/4/1995       |
| Azerbaigian   | Anna Pavlova                  | 6/9/1988        |
| Azerbaigian   | Marija Smirnova               | 13/10/1995      |
| Belgio        | Dorien Motten                 | 19/7/1991       |
| Belgio        | Gaelle Mys                    | 16/11/1991      |
| Belgio        | Lisa Verschueren              | 14/6/1995       |
| Belgio        | Lin Versonnen                 | 13/9/1989       |
| Belgio        | Laura Waem                    | 5/8/1997        |
| Bielorussia   | Katsiaryna Fiadutsik          | 7/5/1997        |
| Bielorussia   | Natallia Karpovich            | 3/3/1998        |
| Bielorussia   | Yuliya Khramiankova           | 22/12/1998      |
| Bielorussia   | Anastasiya Miklashevich       | 10/8/1996       |
| Bielorussia   | Anastasiya Yekimenka          | 14/6/1996       |
| Bulgaria      | Yanitsa Dobreva               | 1996            |
| Bulgaria      | Ralitsa Mileva                | 1993            |
| Bulgaria      | Valentina Rashkova            | 1992            |
| Bulgaria      | Monika Romanova               | 1998            |
| Bulgaria      | Albena Zlatkova               | 1993            |
| Cipro         | Rafaella Zannettou            | 29/10/1997      |
| Croazia       | Ana Derek                     | 4/9/1998        |
| Croazia       | Petra Furac                   | 14/7/1998       |
| Croazia       | Ema Kajic                     | 9/3/1996        |
| Croazia       | Stella Petran                 | 14/6/1996       |
| Croazia       | Ana Poscic                    | 24/11/1998      |
| Danimarca     | Sarah Sanaya El-Dabagh        | 10/7/1996       |
| Danimarca     | Mette Hulgaard                | 28/9/1988       |
| Danimarca     | Mathilde Emilie Kirk          | 8/8/1994        |
| Danimarca     | Michelle Vitting Lauritsen    | 16/4/1988       |
| Danimarca     | Kirstine Dybdal Sondergaard   | 25/12/1997      |
| Finlandia     | Elina Ahmala                  | 29/8/1998       |
| Finlandia     | Miina Kokkonen                | 22/2/1996       |
| Finlandia     | Rosanna Ojala                 | 27/12/1994      |
| Finlandia     | Anna Erika Pakkala            | 5/3/1995        |
| Finlandia     | Paula Tiitta                  | 9/7/1994        |
| Francia       | Marine Brevet                 | 23/11/1994      |
| Francia       | Youna Dufournet               | 19/10/1993      |
| Francia       | Claire Martin                 | 12/5/1998       |
| Francia       | Valentine Pikul               | 4/9/1997        |
| Francia       | Valentine Sabatou             | 8/9/1996        |
| Georgia       | Tamara Chachua                | 11/6/1998       |
| Georgia       | Nato Dzidziguri               | 17/3/1996       |
| Germania      | Janine Berger                 | 21/4/1996       |
| Germania      | Kim Bui                       | 20/1/1989       |
| Germania      | Pauline Schäfer               | 4/1/1997        |
| Germania      | Sophie Scheder                | 7/1/1997        |
| Germania      | Elisabeth Seitz               | 4/11/1993       |
| Gran Bretagna | Rebecca Downie                | 24/1/1992       |
| Gran Bretagna | Claudia Fragapane             | 24/10/1997      |
| Gran Bretagna | Ruby Harrold                  | 4/6/1996        |
| Gran Bretagna | Rebecca Tunney                | 26/10/1996      |
| Gran Bretagna | Hannah Whelan                 | 1/7/1992        |
| Grecia        | Vasilikī Millousī             | 4/5/1984        |
| Grecia        | Evangelia Plyta               | 24/1/1997       |
| Grecia        | Maria Simou                   | 18/12/1997      |
| Grecia        | Maria Magdalini Trichopoulou  | 19/4/1995       |
| Grecia        | Ioanna Xoulogi                | 16/4/1992       |
| Irlanda       | Sarah Beck                    | 18/1/1997       |
| Irlanda       | Nicole Mawhinney              | 24/4/1996       |
| Irlanda       | India McPeak                  | 18/1/1996       |
| Irlanda       | Elis O'Reilly                 | 23/2/1998       |
| Irlanda       | Ciara Roberts                 | 26/3/1998       |
| Islanda       | Sigríður Hrönn Bergþórsdóttir | 10/4/1998       |
| Islanda       | Thelma Rut Hermannsdóttir     | 17/6/1993       |
| Islanda       | Andrea Ingibjörg Orradóttir   | 28/11/1995      |
| Islanda       | Norma Dögg Róbertsdóttir      | 16/4/1996       |
| Islanda       | Agnes Suto                    | 8/10/1992       |
| Israele       | Gaya Giladi                   | 14/6/1998       |

| Nazione     | Ginnasta                     | Data di nascita |
| ----------- | ---------------------------- | --------------- |
| Italia      | Giorgia Campana              | 16/5/1995       |
| Italia      | Erika Fasana                 | 17/2/1996       |
| Italia      | Vanessa Ferrari              | 10/11/1990      |
| Italia      | Elisa Meneghini              | 24/7/1997       |
| Italia      | Martina Rizzelli             | 24/3/1998       |
| Lettonia    | Anastasija Dubova            | 26/4/1998       |
| Lettonia    | Sabīne Goša                  | 31/3/1998       |
| Lettonia    | Valerija Grisane             | 25/4/1996       |
| Lettonia    | Diana Jerofejeva             | 5/2/1989        |
| Lettonia    | Sabīne Kornijanova           | 28/6/1998       |
| Lituania    | Laura Švilpaitė              | 7/1/1994        |
| Lituania    | Vaida Zitineviciute          | 27/4/1997       |
| Lussemburgo | Conny Giussani               | 13/8/1997       |
| Norvegia    | Tiril Døvre                  | 22/4/1995       |
| Norvegia    | Anna Marie Hansen            | 6/12/1996       |
| Norvegia    | Nora Munkvold                | 25/9/1996       |
| Norvegia    | Dina Natalie Nygaard         | 21/6/1998       |
| Norvegia    | Katarina Nilsen Ronbeck      | 28/10/1998      |
| Paesi Bassi | Julia Bombach                | 6/4/1996        |
| Paesi Bassi | Lisa Top                     | 13/8/1996       |
| Paesi Bassi | Vera Van Pol                 | 17/12/1993      |
| Paesi Bassi | Lieke Wevers                 | 17/9/1991       |
| Paesi Bassi | Sanne Wevers                 | 17/9/1991       |
| Polonia     | Gabriela Janik               | 10/3/1993       |
| Polonia     | Katarzyna Jurkowska-Kowalska | 18/2/1992       |
| Polonia     | Alma Kuc                     | 21/9/1998       |
| Polonia     | Marta Pihan-Kulesza          | 23/7/1987       |
| Polonia     | Paula Plichta                | 20/9/1991       |
| Portogallo  | Diana Abrantes               | 5/9/1994        |
| Portogallo  | Ana Filipa Martins           | 9/1/1996        |
| Rep. Ceca   | Petra Fialová                | 4/10/1998       |
| Rep. Ceca   | Anna-Mária Kányai            | 19/2/1998       |
| Rep. Ceca   | Kristyna Palesova            | 22/2/1991       |
| Rep. Ceca   | Jana Šikulová                | 2/7/1988        |
| Romania     | Diana Laura Bulimar          | 22/8/1995       |
| Romania     | Larisa Andreea Iordache      | 19/6/1996       |
| Romania     | Andreea Munteanu             | 29/5/1998       |
| Romania     | Alina Stănilă                | 27/12/1997      |
| Romania     | Silvia Zarzu                 | 16/12/1998      |
| Russia      | Marija Charenkova            | 29/10/1998      |
| Russia      | Alija Mustafina              | 30/9/1994       |
| Russia      | Anna Rodionova               | 21/11/1996      |
| Russia      | Alla Sosnickaja              | 10/4/1997       |
| Russia      | Dar'ja Spiridonova           | 8/7/1998        |
| Serbia      | Tamara Mrdjenovic            | 26/3/1998       |
| Serbia      | Aleksandra Rajčić            | 21/5/1996       |
| Slovacchia  | Barbora Mokošová             | 10/3/1997       |
| Slovenia    | Teja Belak                   | 22/4/1994       |
| Slovenia    | Saša Golob                   | 17/8/1991       |
| Spagna      | Claudia Colom                | 26/9/1998       |
| Spagna      | Laura Gamell                 | 7/5/1998        |
| Spagna      | Ana Perez                    | 14/12/1997      |
| Spagna      | Roxana Popa                  | 2/6/1997        |
| Spagna      | Cintia Rodriguez             | 16/11/1994      |
| Svezia      | Jonna Adlerteg               | 6/6/1995        |
| Svezia      | Lovisa Estberg               | 1998            |
| Svezia      | Emma Larsson                 | 15/11/1998      |
| Svezia      | Kim Singmuang                | 1998            |
| Svezia      | Nicole Wanström              | 1996            |
| Svizzera    | Ilaria Käslin                | 8/12/1997       |
| Svizzera    | Nadia Mülhauser              | 15/3/1996       |
| Svizzera    | Laura Schulte                | 15/4/1997       |
| Svizzera    | Stefanie Siegenthaler        | 20/4/1998       |
| Svizzera    | Giulia Steingruber           | 24/3/1994       |
| Turchia     | Kamile Ahsen Göktekin        | 23/2/1998       |
| Turchia     | Demet Mutlu                  | 30/3/1995       |
| Ucraina     | Angelina Kysla               | 15/2/1991       |
| Ucraina     | Darya Matveyeva              | 29/5/1997       |
| Ucraina     | Krystyna Sankova             | 7/7/1996        |
| Ucraina     | Olesya Sazonova              | 21/12/1997      |
| Ucraina     | Olena Vasylieva              | 2/4/1997        |
| Ungheria    | Dorina Böczögő               | 15/2/1992       |
| Ungheria    | Tünde Csillag                | 20/9/1991       |
| Ungheria    | Noémi Makra                  | 18/11/1997      |
| Ungheria    | Eszter Romhányi              | 6/9/1994        |
| Ungheria    | Boglárka Tóth                | 21/7/1997       |

## Medagliere
| Pos.   | Paese         | Oro | Argento | Bronzo | Totale |
| ------ | ------------- | --- | ------- | ------ | ------ |
| 1      | Russia        | 5   | 2       | 3      | 10     |
| 2      | Gran Bretagna | 3   | 3       | 2      | 8      |
| 3      | Romania       | 2   | 5       | 2      | 9      |
| 4      | Svizzera      | 1   | 0       | 1      | 2      |
| 5      | Italia        | 1   | 0       | 0      | 1      |
| 6      | Azerbaigian   | 0   | 1       | 0      | 1      |
| 7      | Germania      | 0   | 0       | 2      | 2      |
| Totale | Totale        | 12  | 11      | 10     | 33     |

## Podi

### Senior
| Evento                            | Oro                                                                               | Punti   | Argento                                                                                  | Punti   | Bronzo                                                                                     | Punti   |
| Concorso a squadre (dettagli)     | Romania Diana Bulimar Larisa Iordache Andreea Munteanu Alina Stănilă Silvia Zarzu | 172,754 | Gran Bretagna Rebecca Downie Claudia Fragapane Ruby Harrold Rebecca Tunney Hannah Whelan | 170,663 | Russia Marija Charenkova Alija Mustafina Anna Rodionova Alla Sosnickaja Dar'ja Spiridonova | 169,329 |
| Volteggio (dettagli)              | Giulia Steingruber                                                                | 14,666  | Anna Pavlova                                                                             | 14,583  | Larisa Iordache                                                                            | 14,533  |
| Parallele asimmetriche (dettagli) | Rebecca Downie                                                                    | 15,500  | Alija Mustafina                                                                          | 15,266  | Dar'ja Spiridonova                                                                         | 14,966  |
| Trave (dettagli)                  | Marija Charenkova                                                                 | 14,933  | Larisa Iordache                                                                          | 14,800  | Alija Mustafina                                                                            | 14,733  |
| Corpo libero (dettagli)           | Vanessa Ferrari Larisa Iordache                                                   | 14,800  | -                                                                                        |         | Giulia Steingruber                                                                         | 14,500  |

### Junior
| Evento                            | Oro                                                                                              | Punti   | Argento                                                                            | Punti   | Bronzo                                                                        | Punti   |
| Concorso a squadre (dettagli)     | Russia Marija Bondareva Anastasija Dmitrieva Angelina Mel'nikova Dar'ja Skrypnik Seda Tutchaljan | 168,262 | Gran Bretagna Ellie Downie Teal Grindle Rhyannon Jones Catherine Lyons Amy Tinkler | 165,005 | Romania Anda Butuc Andreea Ciurusniuc Andreea Iridon Laura Jurca Andra Stoica | 164,972 |
| Concorso individuale (dettagli)   | Angelina Mel'nikova                                                                              | 57,107  | Laura Jurcă                                                                        | 55,698  | Elissa Downie                                                                 | 55,332  |
| Volteggio (dettagli)              | Elissa Downie                                                                                    | 14,633  | Laura Jurcă                                                                        | 14,383  | Amy Tinkler                                                                   | 14,349  |
| Parallele asimmetriche (dettagli) | Dar'ja Skrypnik                                                                                  | 14,833  | Angelina Mel'nikova                                                                | 14,633  | Maike Enderle                                                                 | 14,500  |
| Trave (dettagli)                  | Angelina Mel'nikova                                                                              | 14,575  | Andreea Iridon                                                                     | 14,433  | Tabea Alt                                                                     | 14,200  |
| Corpo libero (dettagli)           | Catherine Lyons                                                                                  | 14,033  | Amy Tinkler Andreea Iridon                                                         | 13,966  | -                                                                             | -       |